# Don Benito (Badajoz)
Don Benito este un oraș din Spania, situat în provincia Badajoz din comunitatea autonomă Extremadura. Are o populație de 34.051 de locuitori.
1. ↑  Nomenclátor Geográfico de Municipios y Entidades de Población (20240402 edition)
2. ↑  Presentación: Situación geográfica (în spaniolă), accesat în 31 ianuarie 2015